# 乔·科瓦奇
乔·科瓦奇（英語：Joseph Mathias Kovacs，1989年6月28日—）是一名美国铅球运动员，他的室外最佳成绩是22.91米，室内最佳成绩是21.46米。他以21.93米赢得2015年世界田径锦标赛铅球金牌。在2016年里约奥运会男子铅球决赛上以21.78米赢得银牌。

## 外部連結
- 乔·科瓦奇在的頁面
- https://web.archive.org/web/20150908000433/http://www.gopsusports.com/sports/c-track/mtt/kovacs_joe00.html
- https://web.archive.org/web/20160305071020/http://www.usatf.org/usatf/files/14/14708be3-a929-4cf0-9c93-b6bff6e49ae1.pdf